# Diócesis de Kundiawa
La diócesis de Kundiawa (en latín: Dioecesis Kundiavana y en inglés: Roman Catholic Diocese of Kundiawa) es una circunscripción eclesiástica de la Iglesia católica en Papúa Nueva Guinea. Se trata de una diócesis latina, sufragánea de la arquidiócesis de Mount Hagen. Desde el 3 de abril de 2021 su obispo es Paul Sundu.

## Territorio y organización
La diócesis tiene 6112 km² y extiende su jurisdicción sobre los fieles católicos de rito latino residentes en la provincia de Simbu.
La sede de la diócesis se encuentra en la ciudad de Kundiawa, en donde se halla la Catedral de María Auxiliadora.
En 2023 en la diócesis existían 23 parroquias.

## Historia
La diócesis fue erigida el 8 de junio de 1982 mediante la bula Ex quo in Papua del papa Juan Pablo II, obteniendo el territorio de la diócesis de Goroka.

## Estadísticas
Según el Anuario Pontificio 2024 la diócesis tenía a fines de 2023 un total de 75 930 fieles bautizados.
| Año                                                                             | Población            | Población | Población      | Sacerdotes | Sacerdotes    | Sacerdotes    | Bautizados por sacerdote | Diáconos permanentes | Religiosos | Religiosos | Parroquias |
| Año                                                                             | Bautizados católicos | Total     | % de católicos | Total      | Clero secular | Clero regular | Bautizados por sacerdote | Diáconos permanentes | Varones    | Mujeres    | Parroquias |
| ------------------------------------------------------------------------------- | -------------------- | --------- | -------------- | ---------- | ------------- | ------------- | ------------------------ | -------------------- | ---------- | ---------- | ---------- |
| 1990                                                                            | 93 458               | 210 000   | 44.5           | 25         | 8             | 17            | 3738                     |                      | 31         | 22         | 18         |
| 1999                                                                            | 95 000               | 186 109   | 51.0           | 23         | 6             | 17            | 4130                     |                      | 26         | 25         | 17         |
| 2000                                                                            | 101 692              | 186 109   | 54.6           | 23         | 6             | 17            | 4421                     |                      | 26         | 28         | 17         |
| 2001                                                                            | 103 040              | 250 000   | 41.2           | 21         | 6             | 15            | 4906                     |                      | 25         | 29         | 17         |
| 2002                                                                            | 103 137              | 260 000   | 39.7           | 21         | 9             | 12            | 4911                     |                      | 24         | 27         | 17         |
| 2003                                                                            | 103 480              | 280 000   | 37.0           | 22         | 11            | 11            | 4703                     |                      | 18         | 22         | 17         |
| 2004                                                                            | 102 208              | 280 000   | 36.5           | 19         | 8             | 11            | 5379                     |                      | 19         | 22         | 17         |
| 2010                                                                            | 111 300              | 375 000   | 29.7           | 31         | 24            | 7             | 3590                     | 1                    | 12         | 24         | 18         |
| 2016                                                                            | 123 300              | 386 000   | 31.9           | 26         | 19            | 7             | 4742                     |                      | 10         | 22         | 18         |
| 2019                                                                            | 134 600              | 405 000   | 33.2           | 26         | 19            | 7             | 5176                     |                      | 10         | 22         | 18         |
| 2021                                                                            | 72 840               | 279 620   | 26.0           | 22         | 13            | 9             | 3310                     |                      | 9          | 27         | 18         |
| 2023                                                                            | 75 930               | 291 485   | 26.0           | 21         | 12            | 9             | 3615                     |                      | 9          | 27         | 23         |
| Fuente: Catholic-Hierarchy, que a su vez toma los datos del Anuario Pontificio. |                      |           |                |            |               |               |                          |                      |            |            |            |

## Episcopologio
- William Joseph Kurtz, S.V.D. † (8 de junio de 1982-15 de octubre de 1999 nombrado arzobispo coadjutor de Madang)
- Johannes Henricus J. Te Maarssen, S.V.D. (10 de mayo de 2000-12 de enero de 2009 retirado)
- Anton Bal (12 de enero de 2009-26 de julio de 2019 nombrado arzobispo de Madang)
- Paul Sundu, desde el 3 de abril de 2021